# Servaville-Salmonville

Servaville-Salmonville este o comună în departamentul Seine-Maritime, Franța. În 1 ianuarie 2022 avea o populație de 1.118 de locuitori.